# Mr. Robot
Mr. Robot é uma série de televisão norte-americana criada por Sam Esmail.  É protagonizada por Rami Malek como Elliot Alderson, um engenheiro de cibersegurança e hacker que sofre de transtorno de ansiedade social, depressão clínica e transtorno dissociativo de identidade.
A série começou a ser exibida na USA Network em 24 de junho de 2015. No dia 27 de maio de 2015 ocorreu a estreia piloto em vários serviços online e de vídeo sob demanda. Antes da série estrear foi anunciado que ela havia sido renovada para uma segunda temporada. Mr. Robot tem recebido elogios da crítica, recebeu indicações e ganhou vários prêmios, incluindo o Globo de Ouro de melhor série dramática e foi reconhecido com um prêmio Peabody. Em 2016, a série recebeu seis indicações ao Emmy, incluindo Melhor Série Dramática. 
No Brasil a série foi exibida pelo canal de assinatura Space, e na TV Aberta pela Rede Record.

## Sinopse
A série acompanha Elliot Alderson (Rami Malek), um jovem que vive na cidade de Nova York e trabalha como engenheiro de segurança cibernética na empresa Allsafe. Lutando constantemente contra ansiedade social, transtorno dissociativo de identidade, depressão clínica e abuso de drogas, o processo mental de Elliot é fortemente influenciado por paranoia e delírios. Ele se conecta com as pessoas hackeando-as, o que frequentemente o leva a agir como um vigilante digital. Elliot é recrutado por um misterioso anarquista insurrecionista conhecido como Mr. Robot e se junta ao grupo de hacktivistas fsociety.
Uma das principais missões do grupo é cancelar todas as dívidas dos consumidores criptografando os dados de uma das maiores corporações do mundo, a E Corp (que Elliot percebe como "Evil Corp"), que, por coincidência, também é o maior cliente da Allsafe.
A série é descrita como um techno-thriller e um thriller psicológico.

## Elenco

### Principal
| Ator / Atriz           | Personagem               | Temporadas | Temporadas | Temporadas | Temporadas   |
| Ator / Atriz           | Personagem               | 1ª         | 2ª         | 3ª         | 4ª           |
| ---------------------- | ------------------------ | ---------- | ---------- | ---------- | ------------ |
| Rami Malek             | Elliot Alderson          | Regular    | Regular    | Regular    | Regular      |
| Carly Chaikin          | Darlene Alderson         | Regular    | Regular    | Regular    | Regular      |
| Portia Doubleday       | Angela Moss              | Regular    | Regular    | Regular    | Participação |
| Martin Wallström       | Tyrell Wellick           | Regular    | Regular    | Regular    | Participação |
| Christian Slater       | Mr. Robot                | Regular    | Regular    | Regular    | Regular      |
| Michael Cristofer      | Phillip Price            | Recorrente | Recorrente | Regular    | Regular      |
| Stephanie Corneliussen | Joanna Wellick           | Recorrente | Regular    | Regular    | Ausente      |
| Grace Gummer           | Dominique "Dom" DiPierro | Ausente    | Regular    | Regular    | Regular      |
| B. D. Wong             | Whiterose/Zhang          | Recorrente | Recorrente | Regular    | Regular      |
| Bobby Cannavale        | Irving                   | Ausente    | Ausente    | Regular    | Participação |

- Rami Malek como Elliot Alderson, um engenheiro de software na Allsafe Cybersecurity e um hacker vigilante. Ele tem transtorno de ansiedade social e depressão clinica que faz com que ele viva isolado das outras pessoas.
- Carly Chaikin como Darlene Alderson, uma das hackers da Fsociety.
- Portia Doubleday como Angela Moss, amiga de infância de Elliot e sua colega de trabalho na Allsafe.
- Martin Wallström como Tyrell Wellick, Vice-Presidente Sênior de Tecnologia da E Corp.
- Christian Slater como Mr. Robot, um anarquista que recruta Elliot em um grupo de hackers chamado Fsociety.
- Michael Cristofer como Phillip Price, o CEO da E Corp. (Recorrente 1ª temporada, Regular 2ª temporada)
- Stephanie Corneliussen como Joanna Wellick, a esposa de Tyrell Wellick. (Recorrente 1ª temporada, Regular 2ª temporada)
- Grace Gummer como Dominique "Dom" DiPierro, uma agente do FBI investigando o ataque hacker à E Corp.

### Recorrente
| Ator                  | Personagem                      | Temporadas | Temporadas   | Temporadas   |
| Ator                  | Personagem                      | 1ª         | 2ª           | 3ª           |
| --------------------- | ------------------------------- | ---------- | ------------ | ------------ |
| Michel Gill           | Gideon Goddard                  | Recorrente | Recorrente   | Recorrente   |
| Gloria Reuben         | Krista Gordon                   | Recorrente | Recorrente   | Recorrente   |
| Sunita Mani           | Shama "Trenton" Biswas          | Recorrente | Recorrente   | Recorrente   |
| Azhar Khan            | Sunil "Mobley" Markesh          | Recorrente | Recorrente   | Recorrente   |
| Michael Drayer        | Francis "Cisco" Shaw            | Recorrente | Recorrente   | Recorrente   |
| Bruce Altman          | Terry Colby                     | Recorrente | Recorrente   | Recorrente   |
| Sakina Jaffrey        | Antara Nayar                    | Recorrente | Recorrente   | Recorrente   |
| Jeremy Holm           | Donald "Mr. Sutherland" Hoffman | Recorrente | Recorrente   | Recorrente   |
| Ben Rappaport         | Ollie Parker                    | Recorrente | Recorrente   | Ausente      |
| Ron Cephas Jones      | Leslie Romero                   | Recorrente | Recorrente   | Ausente      |
| Brian Stokes Mitchell | Scott Knowles                   | Recorrente | Recorrente   | Ausente      |
| Vaishnavi Sharma      | Magda                           | Recorrente | Recorrente   | Ausente      |
| Aaron Takahashi       | Lloyd Chung                     | Recorrente | Participação | Ausente      |
| Michele Hicks         | Sharon Knowles                  | Recorrente | Participação | Ausente      |
| Frankie Shaw          | Shayla Nico                     | Recorrente | Ausente      | Ausente      |
| Rick Gonzalez         | Isaac Vera                      | Recorrente | Ausente      | Ausente      |
| Elliot Villar         | Fernando Vera                   | Recorrente | Ausente      | Recorrente   |
| Aidan Liebman         | Jovem Elliot                    | Recorrente | Recorrente   | Ausente      |
| Alex Bento            | Jovem Elliot                    | Ausente    | Ausente      | Recorrente   |
| Joey Badass           | Leon                            | Ausente    | Recorrente   | Recorrente   |
| Omar Metwally         | Ernesto Santiago                | Ausente    | Recorrente   | Recorrente   |
| Erik Jensen           | Frank Cody                      | Ausente    | Recorrente   | Recorrente   |
| Grant Chang           | Grant                           | Ausente    | Recorrente   | Recorrente   |
| Craig Robinson        | Ray Heyworth                    | Ausente    | Recorrente   | Ausente      |
| Sandrine Holt         | Susan Jacobs                    | Ausente    | Recorrente   | Ausente      |
| Chris Conroy          | Derek                           | Ausente    | Recorrente   | Participação |
| Michael Maize         | Lone Star                       | Ausente    | Recorrente   | Ausente      |
| Luke Robertson        | RT                              | Ausente    | Recorrente   | Ausente      |
| Rizwan Manji          | Norm                            | Ausente    | Ausente      | Recorrente   |

- Michel Gill como Gideon Goddard, CEO da Allsafe Cybersecurity.
- Gloria Reuben como Krista Gordon, a psicologa de Elliot.
- Ron Jones Cephas como Romero, membro do fsociety.
- Azhar Khan como Mobley, membro da Fsociety.
- Sunita Mani como Trenton, membro do Fsociety.
- Michael Drayer como Cisco, um hacker que é a ligação dos EUA para o grupo de hackers chineses, o "Exército Sombrio / The Dark Army".
- BD Wong como Whiterose/Zhang, mulher transexual e chefe do Dark Army, assim como o ministro da Segurança do Estado da China.
- Ben Rappaport como Ollie Parker, o ex-namorado de Angela e funcionário da Allsafe.
- Sakina Jaffrey como Antara Nayar, a advogada de Angela.
- Brian Stokes Mitchell como Scott Knowles, o CTO da E Corp sucessor à prisão de Colby.
- Jeremy Holm como Donald "Mr. Sutherland" Hoffman, o motoristra e guarda-costas de Tyrell e Joanna Wellick.

#### 1ª Temporada
- Aaron Takahashi como Lloyd, colega de trabalho de Elliot na Allsafe. (convidado da 2ª temporada).
- Frankie Shaw como Shayla Nico, fornecedora de drogas de Elliot e namorada.
- Bruce Altman como Terry Colby, o antigo CTO da E Corp que foi enquadrado pela fsociety por ataque hacker (convidado da 2ª temporada).
- Elliot Villar como Fernando Vera, fornecedor de Shayla, viciado em Metanfetamina.

#### 2ª Temporada
- Joey Badass como Leon, um novo amigo próximo de Elliot e um presidiário, bem como um possível agente para o Dark Army responsável pela segurança de Elliot.
- Chris Conroy como Derek, novo namorado da Joanna que trabalha como barman e DJ.
- Craig Robinson como Ray Heyworth, um carcereiro que secretamente executa um website roteado pelo Tor envolvendo tráfico de seres humanos, drogas e armas.
- Sandrine Holt como Susan Jacobs, a Consultora Jurídica Geral da Evil Corp, conhecida como madame assassina.
- Michael Maize como Lone Star, um texano guarda da prisão e associado de Ray.
- Dorothi Fox como Nell, a mãe de Romero.
- Olivia Washington como parceira de Dom.
- Omar Metwally como Agente Santiago.
- Luke Robertson como RT, ex-funfionário de Ray que é conhecido pelas suas habilidades de TI.

#### 3ª Temporada
- Rizwan Manji como Norm Gill, novo parceiro de Dom na investigação do ataque à E Corp.
- Ramy Youssef como Samar Swailem, colega de trabalho de Elliot na E Corp.
- Christine M. Campbell como Janet Robinson, uma funcionária de alto escalão da E Corp.
- Kathryn Danielle como Bobbi, a gerente de RH da E Corp.
- Josh Mostel como Bo, o senhorio de Elliot.

## Produção
A USA Network encomendou um episódio piloto de Mr. Robot em julho de 2014, e a tornou uma série com uma encomenda de 10 episódios em dezembro de 2014. A produção começou em Nova Iorque, em 13 de abril de 2015. Mr. Robot foi renovada para uma segunda temporada antes mesmo de estrear a primeira, em 24 de junho de 2015.  Em 13 de dezembro de 2017, a série foi renovada para uma 4ª temporada. Em agosto de 2018, foi confirmado que a 4ª temporada seria a última da série.

## Recepção
| Temporada | Temporada | Análise das críticas | Análise das críticas |
| Temporada | Temporada | Rotten Tomatoes      | Metacritic           |
| --------- | --------- | -------------------- | -------------------- |
|           | 1         | 98% (60 análises)    | 79 (24 análises)     |
|           | 2         | 90% (39 análises)    | 81 (28 análises)     |
|           | 3         | 92% (20 análises)    | 82 (9 análises)      |

### Crítica

#### 1ª Temporada
Mr. Robot recebeu críticas positivas em sua primeira temporada. No Rotten Tomatoes, a temporada tem uma classificação de 98%, uma pontuação média de 8.36 de 10, com base em 60 avaliações. O consenso do site diz que "Mr. Robot é um cyber thriller de suspense com histórias oportunas e premissas intrigantes e provocativas." No Metacritic, marcou 79 de 100, baseado em 24 opiniões. Merrill Barr da Forbes deu uma avaliação muito positiva e escreveu: "Mr. Robot tem uma das melhores inícios para qualquer série há algum tempo" e que "Mr. Robot poderia ser a série que finalmente, depois de anos de ignorância, coloca-se como merecedora entre os gostos da HBO, AMC e FX em termos de aclamação."